# Farlete
Farlete ist eine spanische Gemeinde (municipio) mit 394 Einwohnern (Stand: 2024) in der Provinz Saragossa, die zur Autonomen Region Aragonien gehört.

## Lage
Farlete liegt im südwestlichen Zentrum der Comarca Monegros etwa 35 km ostnordöstlich der Provinzhauptstadt Saragossa in etwa 415 m. Im Osten der Gemeinde befindet sich die Sierra de Alcubierre.

## Geschichte
Während des Spanischen Bürgerkriegs (1936–1939) kam es hier am 18. Juli 1936 zu erbitterten Gefechten (sog. Batalla de Farlete) zwischen den Anarchisten und der Armee Francos.

## Bevölkerungsentwicklung
| Jahr      | 1970 | 1981 | 1991 | 2001 | 2011 | 2021 |
| Einwohner | 543  | 527  | 496  | 459  | 435  | 378  |

## Sehenswürdigkeiten
- Ruinen des Fluchtturms von Farlete (La Torezza de Farlete) aus dem 13./14. Jahrhundert
- Johannes-der-Täufer-Kirche (Iglesia de San Juan Bautista) aus dem Barock
- Kapelle Virgen de la Sabina aus dem 17. Jahrhundert
- Rathaus

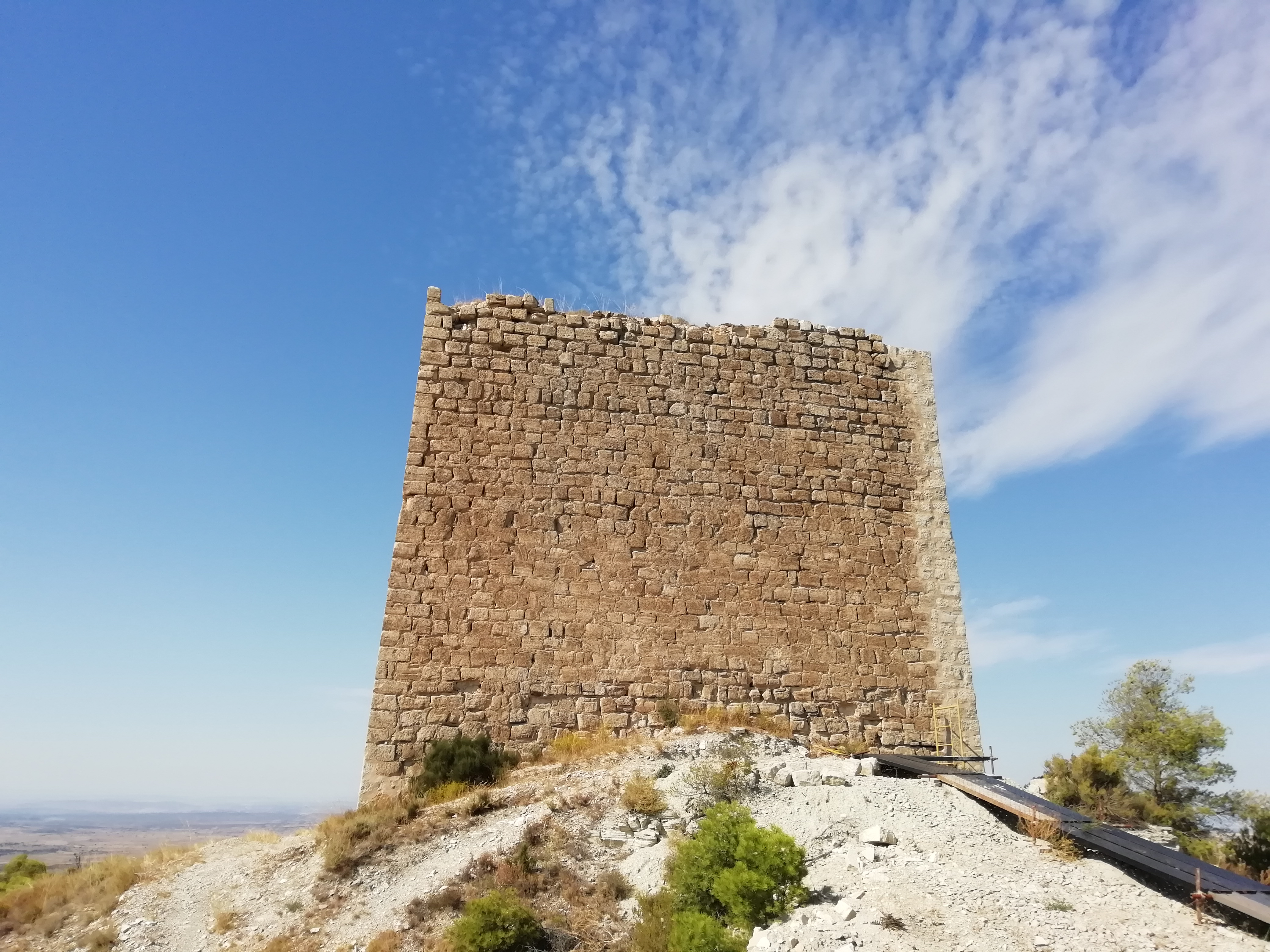
Fluchtturm von Farlete
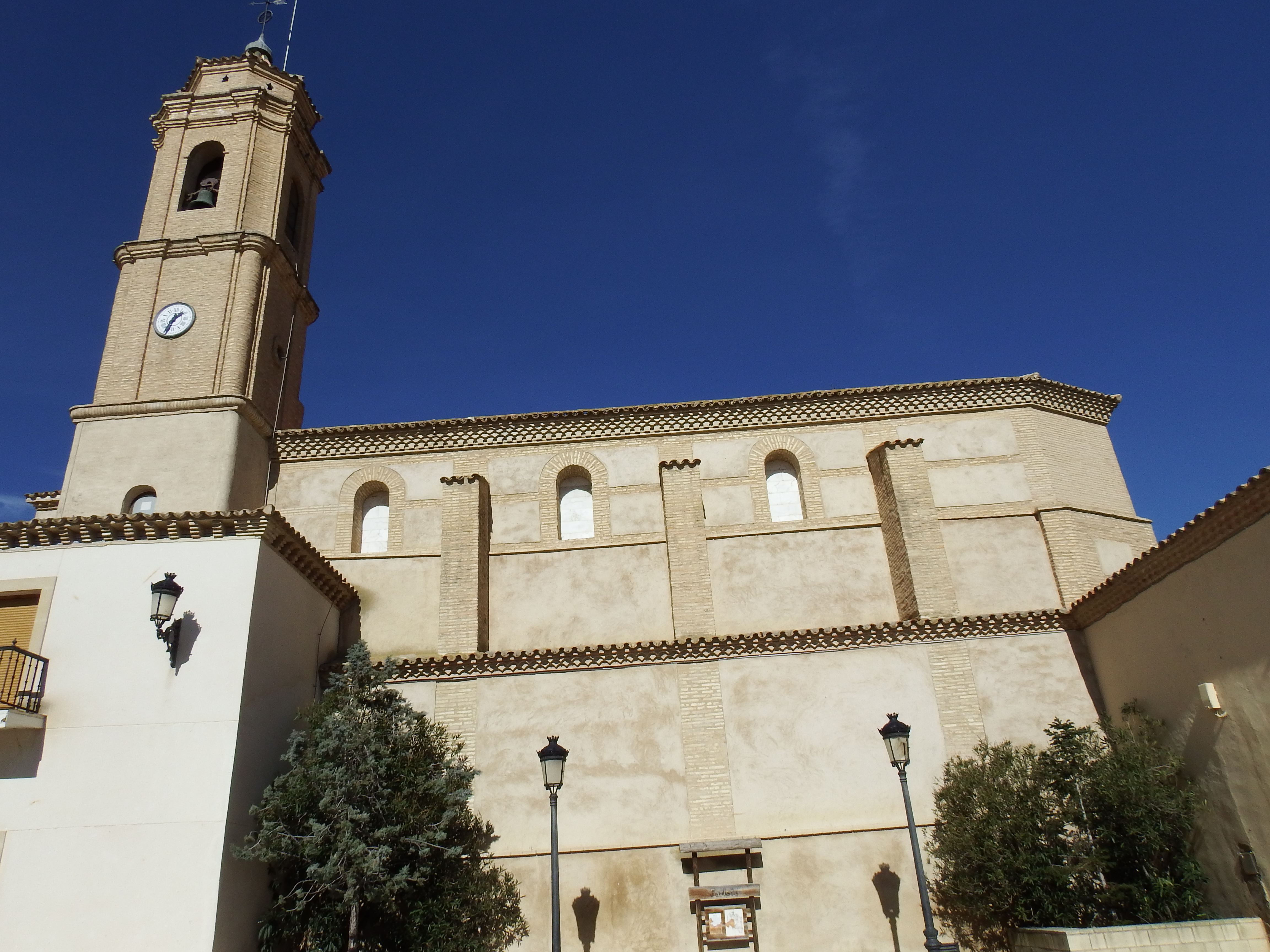
Johannes-der-Täufer-Kirche
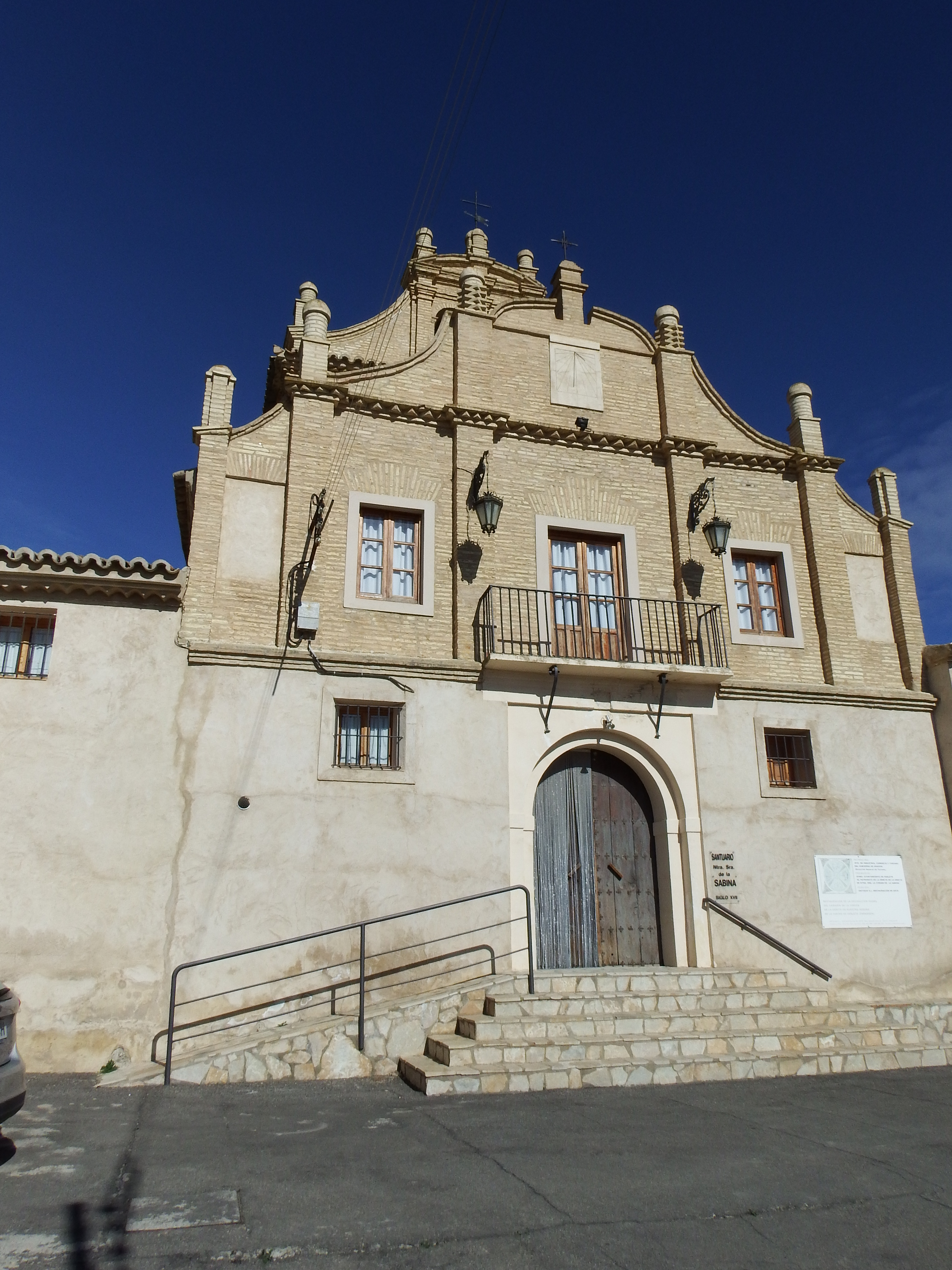
Kapelle Virgen de la Sabina
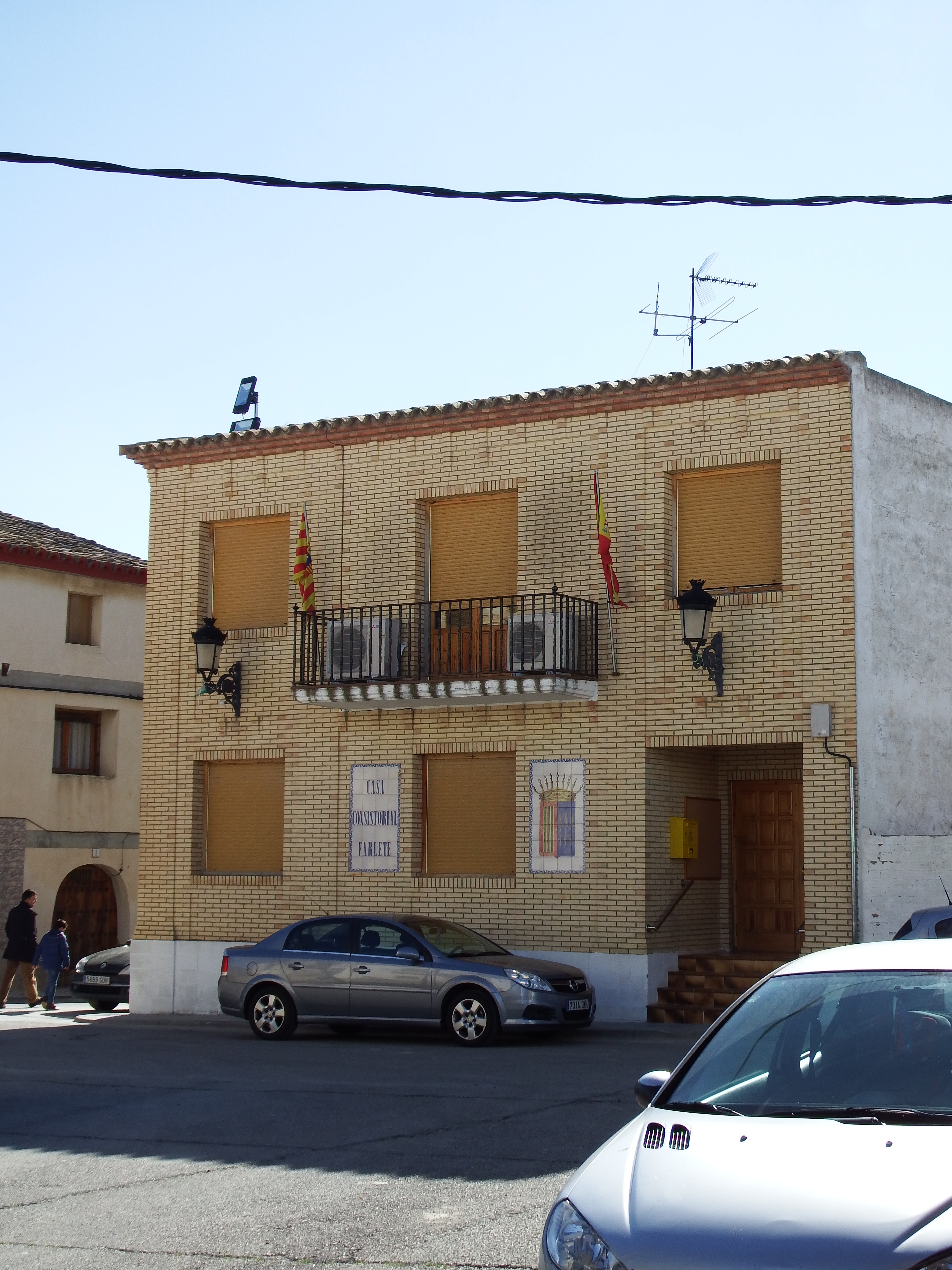
Rathaus